# ブルマー (ウィスコンシン州)

ブルマー（Bloomer、ブルーマーとも）は、アメリカ合衆国ウィスコンシン州チッペワ郡にある都市である。2010年国勢調査では、ブルマー市の人口は3,539人であった。

## 歴史
ブルマー氏とイリノイ州ガレナ出身の男性たちのグループは、1848年にこの地に製粉所を建設した。冬が近づくにつれ、ブルマー氏はダムをH.S.アレンに売却し、ガレナに戻った。1855年に定住した村は、1867年に測量され区画整理されるまでヴァンヴィルとして知られていた。

## 地理
ブルマーは北緯45度6分7秒 西経91度29分30秒 / 北緯45.10194度 西経91.49167度に位置している。
米国国勢調査局によると、同市の総面積は3.09平方マイル（8.00 km2）であり、そのうち2.94平方マイル（7.61 km2）が陸地、0.15平方マイル（0.39 km2）が水地である。
ブルマーは、州間高速道路53号線とウィスコンシン州高速道路40号線、および郡道F、Q、SSに沿っている。ウィスコンシン州高速道路64号線も近くを通る。

## 人口統計

### 2010年国勢調査
2010年の国勢調査の時点で 、同市には3,539人、1,562世帯、932家族が居住していた。人口密度は1,203.7人/平方マイル（464.8/km2）である。住宅戸数は1,656戸で、1平方マイルあたりの平均密度は563.3軒（217.5軒/km2）であった。人種構成は、白人が97.9％、アフリカ系アメリカ人が0.3％、ネイティブアメリカンが0.2％、アジア系が0.3％、その他の人種が0.3％、2つ以上の人種が1.0％であった。いずれかの人種のヒスパニックまたはラティーノは人口の0.8％であった。
世帯数は1,562世帯で、そのうち18歳未満の子供が同居している世帯は28.1％、同居夫婦は46.9％、世帯主が女性で夫がいない世帯は9.7％、男性で妻がいない世帯は3.1％、非世帯は40.3％であった。全世帯の34.5％が個人で構成されており、17.4％が65歳以上の一人暮らしの人がいた。平均世帯規模は2.25、平均家族規模は2.89であった。市の年齢の中央値は40.2歳だった。住民の23.1％が18歳未満、8.2％が18歳以上24歳未満、24％が25歳以上44歳未満、25.8％が45歳以上64歳未満、19％が65歳以上であった。性別構成は、男性47.0％、女性53.0％であった。

### 2000年の国勢調査
2000年の国勢調査の時点で、同市には3,347人、1,424世帯、901家族が居住していた。人口密度は1,246.0人/平方マイル（480.4 / km2 ）である。住宅戸数は1,487戸で、1平方マイルあたりの平均密度は553.6軒（213.4軒/km2）であった。人種構成は、白人が99.13％、アフリカ系アメリカ人が0.06％、ネイティブアメリカンが0.27％、アジア系が0.09％、その他の人種が0.06％、2つ以上の人種が0.39％であった。いずれかの人種のヒスパニックまたはラティーノは人口の0.33％であった。

## 教育
Bloomer High School (高校、9-12)、Bloomer Middle School (中学校、5-8)、Bloomer Elementary School (小学校、4k-4)がある。
私立のセント・ポール・カトリック・スクールはカトリック学校（5k-8）である。

## レクリエーション
ブルマーでは、毎年縄跳び大会が開催されている。これが全国テレビで特集されたことをきっかけに、市は"Jump rope capital of the world（世界の縄跳びの首都）"と称されるようになった。